# Паурі-Гархвал (округ)
Паурі-Гархвал (гінді पौरी जिला, англ. Pauri Garhwal) — округ індійського штату Уттаракханд. 
Економіка заснована на сільському господарстві, також тут розташовано кілька військових баз індійської армії.
Клімат континентальний, з м'яким літом та дуже холодною зимою, із сезоном дощів протягом літа. Найбільш низовинні райони — місто Котдвара і навколишні райони бхабхара — дуже спікотні улітку.
Округ колись був частиною незалежного князівства Гархвал зі столицею у місті Срінагар. В 1803 рокі воно було завойоване Непалом, але в 1816 році відбито англійцями, а князівство, хоча і частково залежне, відновлено. Із отриманням незалежності князівство увійшло до складу Індії, а в 1960 році розділене на округи Паурі-Гархвал, Техрі-Гархвал і Чамолі. В 1997 році з частин округів Паурі-Гархвал і Чамолі був виділений округ Рудрапраяг.
| Індія | Це незавершена стаття з географії Індії. Ви можете допомогти проєкту, виправивши або дописавши її. |